# Patagioenas squamosa
Patagioenas squamosa là một loài chim trong họ Columbidae.
Loài chim này được tìm thấy khắp Ca ri bê.